# Pierre Caizergues
 (mai 2016).
Si vous disposez d'ouvrages ou d'articles de référence ou si vous connaissez des sites web de qualité traitant du thème abordé ici, merci de compléter l'article en donnant les références utiles à sa vérifiabilité et en les liant à la section « Notes et références ».
Pierre Caizergues, né en 1947, est un poète, éditeur de textes poétiques et enseignant français.

## Biographie
Docteur en littérature française de l'Université Paris 3, il a été professeur à l'Université Paul-Valéry-Montpellier. Il est administrateur du Comité Jean Cocteau, vice-président de l'association Les Amis de Jean Cocteau et directeur scientifique du fonds Cocteau de l’Université Paul-Valéry-Montpellier. En 2001, il est nommé membre senior de l'Institut universitaire de France pour 5 ans.

## Le fonds Cocteau
Sur une proposition de Pierre Caizergues, le fonds Jean Cocteau de Montpellier est né en 1988 d’une donation d’Édouard Dermit, fils adoptif et légataire universel du poète.

## Publications
- Ombres blanches et Un boxeur noir, Pomarède & Richemont éditeurs, 2022 (poésie).
- Éloge de l'éclair, illustrations de Anne-Marie Souleié, éd. Fata Morgana, 2002 (poésie).
- Le pire arrive même aux dieux, éd. Le Torii, 1997 (poésie).
- Un été tahitien, éd. Le Torii, 1992 (poésie).
- Passage d'un ange, éd. Cahiers bleus-librairie bleue, 1990 (poésie).
- Mires et Moires, éd. Cahiers bleus-librairie bleue, 1982 (poésie).
- Allumettes, éd. Cahiers bleus-librairie bleue, 1988 (poésie).

## Décorations
- Officier de l'ordre des Arts et des Lettres Il est promu au grade d’officier le 17 janvier 2013[4].